# 의창초등학교
의창초등학교(義昌初等學校)는 대한민국 경상남도 창원시에 있는 공립 초등학교이다.
학생은 1700여명 정도이다.

## 연혁
- 2020년 3월 1일 : 개교